# Ready to Rock
Ready to Rock (Engels voor Klaar om te rocken) is het debuutalbum van de Australische muziekgroep Airbourne. Airbourne is ontstaan in 2003 en begon te toeren voornamelijk in en om Melbourne. Om hun muziek te promoten gaven ze in eigen beheer een ep uit. Het plaatje is anno 2010 niet meer te koop, anders dan via download of wellicht tweedehands, wanneer een exemplaar vrijkomt.

## Musici
- Joel O'Keeffe - zang, leadguitar
- Ryan O'Keeffe - drums, percussie
- David Roads - slaggitaar
- Adam Jacobson - basgitaar

## Tracklist
Alle van Joel O'Keeffe:

| Nr. | Titel                                        | Duur |
| --- | -------------------------------------------- | ---- |
| 1.  | Ready to Rock                                | 3:24 |
| 2.  | Stand and Deliver                            | 5:05 |
| 3.  | When the Girl Gets Hot (The Love Don't Stop) | 4:11 |
| 4.  | Come on Down                                 | 6:03 |
| 5.  | Runnin' Hot                                  | 5:12 |
| 6.  | Hotter than Hell                             | 4:28 |
| 7.  | Women on Top                                 | 3:47 |
| 8.  | Dirty Angel                                  | 3:36 |